# Salzteiche in der Bucht von San Francisco

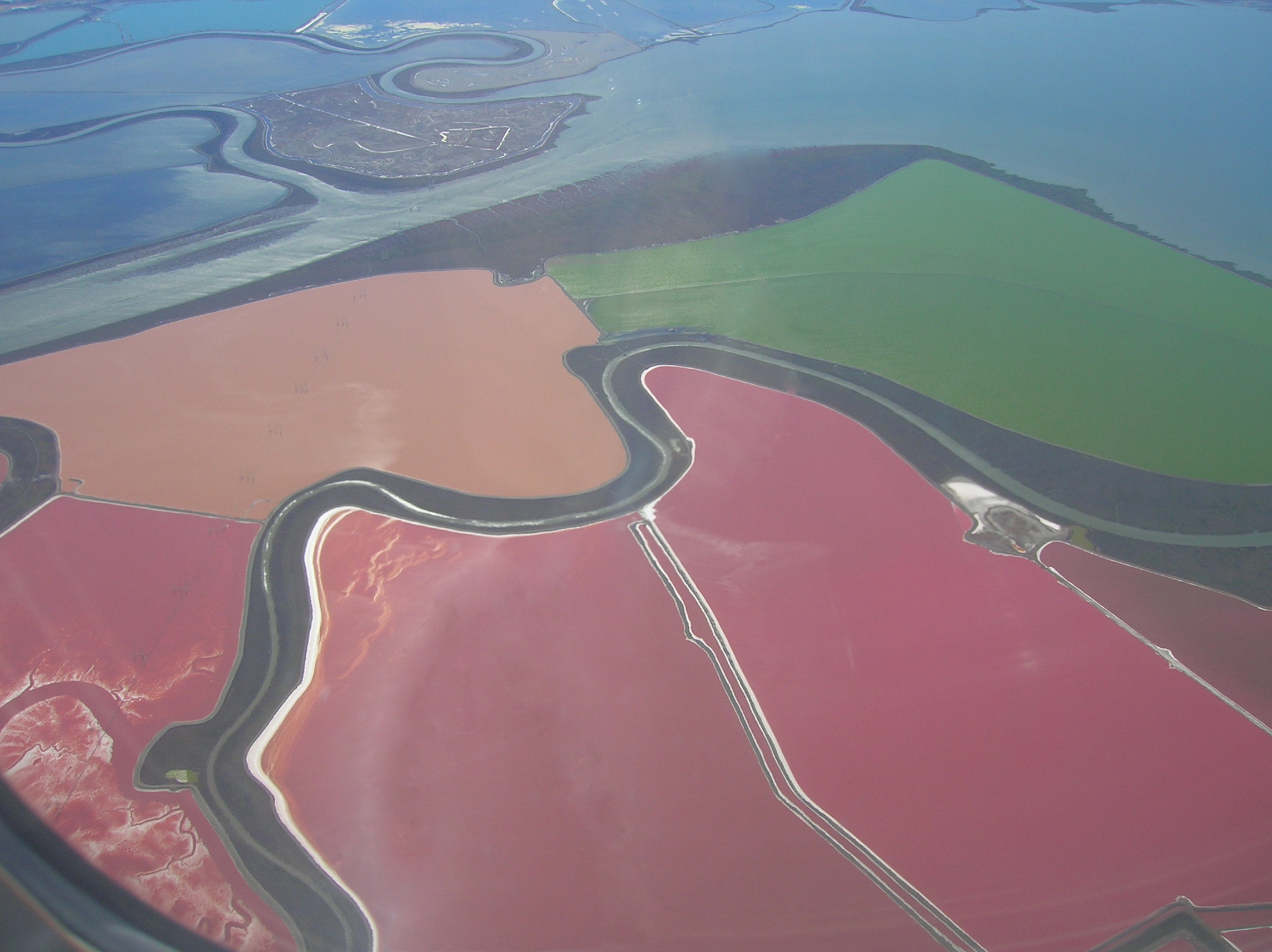
Luftaufnahme der Salzteiche in der Bucht von San Francisco

Die Salzteiche in der Bucht von San Francisco (San Francisco Bay salt ponds) sind die größten künstlich angelegten Meerwassersalinen zur Salzgewinnung in den USA. Auf einer Fläche von 720 km² wird hier Salz für die Nahrungsmittelindustrie sowie für eine Vielzahl industrieller Zwecke produziert, wie etwa zur Chlorbleichung und zur Kunststoffverarbeitung. Der größte Teil der Fläche wird derzeit von der Cargill, Inc. bewirtschaftet, die jährlich über 650.000 Tonnen Salz gewinnt und weiterverarbeitet. Neben den Salzteichen besteht die Region zu einem großen Teil aus Marschland und Salzwiesen, die einen Lebensraum für einen immensen Artenreichtum bieten. Insgesamt dient das Marschland über 10.000 verschiedenen Tieren als Habitat.

## Geschichte

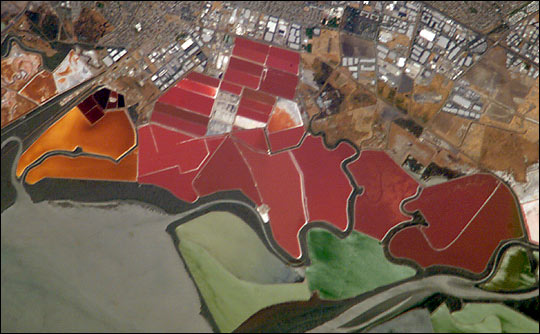
Die salinitätsbedingten unterschiedlichen Verfärbungen auf dem Satellitenbild

Ursprünglich war die Bucht von San Francisco vom Indianerstamm der Muwekma Ohlone besiedelt, die im Marschland im Süden der Bucht bereits ihren eigenen Bedarf an Salz durch eigens angelegte kleinere Meerwassersalinen deckten. Mit der Besiedlung durch weiße Einwanderer boomte Mitte des 19. Jahrhunderts auch die Salzindustrie in der Region, und großflächige Meerwassersalinen wurden errichtet. Um die weiterhin steigende Nachfrage zu stillen, wurden in den nächsten Jahren immer großflächigere Verdunstungsbecken errichtet. Das Marschland musste mehr und mehr den Meerwassersalinen weichen. Erst Ende der 1960er Jahre kamen erste Bestrebungen auf, das gefährdete Biotop zu erhalten und zu restaurieren. Umweltschutzvereine pochten auf die Errichtung eines staatlichen Naturschutzgebietes. 1974 wurde dann tatsächlich mit dem Don Edwards San Francisco Bay National Wildlife Refuge das erste Naturschutzgebiet der USA gegründet, das in unmittelbar städtischem Einzugsgebiet lag. 2003 kaufte das Land Kalifornien für 100 Millionen US-Dollar von der Cargill Corporation gut 66 km² Land zurück, das im bis dahin aufwendigsten Renaturierungsprojekt in der Geschichte der USA wieder bewässert und als neues Habitat zur Verfügung stehen soll.

## Farbunterschiede
Die unterschiedlichen Farben der einzelnen Salzteiche resultieren aus der Präsenz verschiedener Mikroorganismen in Abhängigkeit vom Salzgehalt: Die Farbe ist somit ein Indikator für die Salinität. So dominieren grüne Algen in Teichen niedriger Salinität, während sich bei steigender Salinität phototrophe Halophile vermehren, deren Pigmente für die zunehmend intensive rötliche Tönung sorgen.